# Königsseer Ache
De Königsseer Ache is een rivier in Duitsland, die van de Königssee naar Berchtesgaden stroomt. In Berchtesgaden voegt de rivier zich samen met de Ramsauer Ache en krijgt het de naam Berchtesgadener Ache. De lengte van de Königsseer Ache bedraagt 4,8 kilometer.
De Königsseer Ache ontspringt aan de noordoever van de Königssee. De afwatering kan door middel van een stuw worden geregeld. De Königsseer Ache diende vroeger tevens als vervoermiddel voor het hout, dat werd gekapt rondom de Königssee. Via de rivier werd het dan richting diverse bestemmingen vervoerd. Vandaag de dag worden er, nabij de Königssee, regelmatig demonstraties gegeven met het vervoeren van boomstammen.
De Königsseer Ache wordt vaak verwisseld met de Königsseeache. De Königsseeache is de naam van de Berchtesgadener Ache, zodra deze de grens met Oostenrijk is gepasseerd.